# هجوم مانهاتن 2017
هجوم مانهاتن هو هجوم دهس وقع في 31 أكتوبر من عام 2017 عندما قام رجل يقود شاحنة نقل صغيرة بالاصطدام بعدد من المارة وراكبي الدراجات على طول حوالي 1 ميل (1.6 كـم) في مسار دراجات وسط مانهاتن في مدينة نيويورك قرب شارع ويست ستريت، وقد أسفر هذا الهجوم عن مقتل ثمانية أشخاص من بينهم خمسة أرجنتينيين وسائح بلجيكي آخر كما أسفر عن جرح أحد عشر آخرين. اصدم منفذ الهجوم بحافلة مدرسة متوقفة بعدها ثم ترك شاحنته وخرج منها حاملاً مسدسين معه (الأول كان عبارة عن بندقية كرات الطلاء أما الثاني فهو بندقية ضغط الهواء) وقد تعرض المهاجم بعد خروجه من الشاحنة لإطلاق ناري في البطن من قبل الشرطة ومن ثم تمكنت من إلقاء القبض عليه، وقد عثرت الشرطة بحوزته على علم داعش وورقة كتب عليها «الدولة الإسلامية سوف تدوم إلى الأبد» وُجدت في الشاحنة.
اتهم مكتب التحقيقات الفيدرالي الشاب البالغ من العمر 29 عام والمدعو سيف الله حبيبُ اللايفيتش (بالإنجليزية: Sayfullo Habibullaevich Saipov)‏ والذي كان ضمن الذين هاجروا إلى الولايات المتحدة من أوزبكستان في عام 2010 ضمن برنامج تأشيرة هجرة التنوع بتهمة «التسبب في تلف مركبة وتقديم الدعم المادي والفعلي لمنظمة إرهابية والإرهاب»، وقد اعتبر هذا الهجوم أعنف هجوم إرهابي في مدينة نيويورك منذ هجمات 11 سبتمبر 2001.

## الهجوم

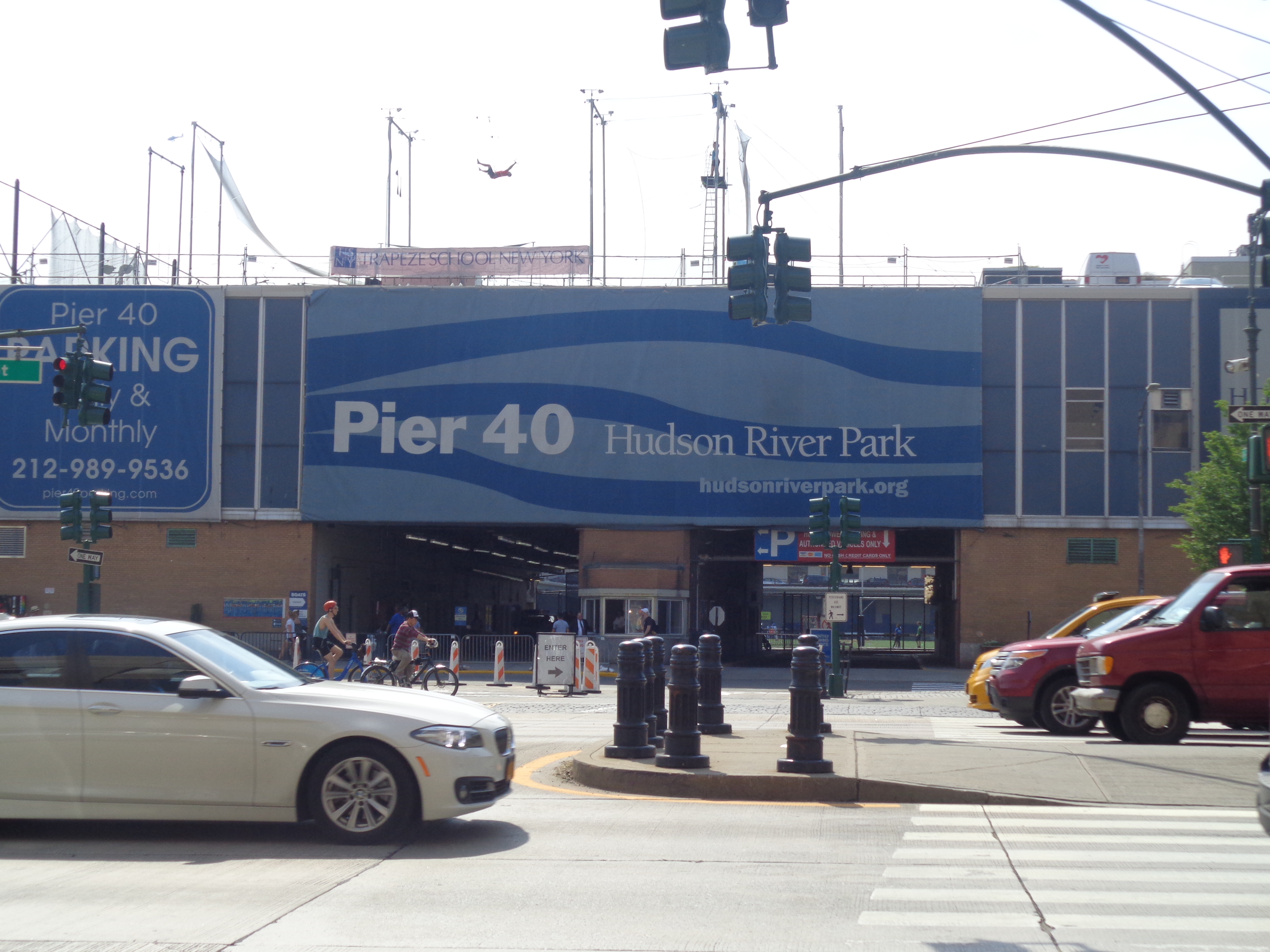
الرصيف رقم 40، حيث بدأ الحادث

في 31 أكتوبر عام 2017 وعند الساعة 2:06 مساء بتوقيت شرق الولايات المتحدة، استأجر رجل شاحنة صغيرة من أحد فروع شركة هوم ديبوت في مقاطعة باسيك، في نيو جيرسي. وعند 2:43 مساء كان قد عبر جسر جورج واشنطن ودخل مدينة نيويورك من الجانب الغربي في الطريق السريع. وفي الساعة 3:04 مساء كان قد وصل إلى شارع هوستن ستريت (بالإنجليزية: Houston Street)‏ بالقرب من الرصيف رقم 40 وقد انحرف قليلا قرب نهر هدسون غرين، حيث توجد هناك محمية طبيعية مع طريق لراكبي الدراجات الهوائية. وقد طارد الناس ملاحقاً إياهم بشاحنته في طريق الدراجات، مما أسفر عن مقتل ثمانية أشخاص وإصابة 11 آخرين على مسافة امتدت لأكثر من كيلومتر واحد.
تحطمت سيارة المهاجم بعدما اصطدمت بحافلة مدرسية تنقل طلبة من ذوي الاحتياجات الخاصة، مما أدى إلى إصابة أربعة أشخاص كانوا على متن الحافلة قبل أن تتوقف هذه الأخيرة بالقرب من ركن السيارات في الشارع الغربي على مقربة من مدرسة ستيفاسنت الثانوية، وقد غادر المهاجم شاحنته شاهرا أسلحة تم التأكد فيما بعد أنها عبارة بندقية كرات طلاء ومسدس هوائي، وقد أكدت الشرطة على أنه كان صرخ قائلا «الله أكبر» كما أنه خرج من السيارة، وقد تعرض المشتبه به فورا إلى طلق ناري في البطن من قبل إدارة الشرطة في مدينة نيويورك كما قام ضابط ما باقتياده مباشرة إلى الحجز، لينقل بعد ذلك إلى المستشفى لتلقي الرعاية الطبية.
هذا وتجدر الإشارة إلى أنه قد حدث 15 اعتداء دهس في كل من أمريكا الشمالية وأوروبا من قبل الجهاديين منذ عام 2014، وقد خلفت هذه الهجمات ما مجموعه 142 قتيلا وذلك وفقا للمؤسسة البحثية غير الحزبية أمريكا الجديدة.

## ضحايا
أسفر الهجوم عن مقتل ثمانية أشخاص وإصابة أحد عشر آخرين بجروح في الهجوم حسب ما صرح به عمدة مدينة نيويورك بيل دي بلازيو الذي وصف الحادث بأنه «عمل إرهابي خسيس». الخارجية الألمالنية أعلنت في وقت لاحق أن أحد المصابين هو مواطن ألماني، كما تبين وجود طفلين من بين الجرحى.
من بين الثمانية الذين قتلوا، كان هناك اثنين من الأميركيين وهما دارين دريك (بالإنجليزية: Darren Drake)‏ من نيو ميلفورد بنيو جيرسي ثم نيكولاس كليفي (بالإنجليزية: Nicholas Cleves)‏ من مانهاتن.
أما الستة الآخرين من القتلى فهم من المواطنين الأجانب، خمسة منهم سياح من الأرجنتين، وواحد من بلجيكا.
الضحايا الخمس الأرجنتينين هم دييغو أنجيليني (بالإسبانية: Diego Angelini)‏، أرييل إيرليج (بالإسبانية: Ariel Erlij)‏، هيرنان فيروشي (بالإسبانية: Hernan Ferruchi)‏، هيرنان مندوزا (بالإسبانية: Hernan Mendoza)‏ ثم اليخاندرو بانيوشو (بالإسبانية: Alejandro Pagnucco)‏ وهم مجموعة مكونة من عشرة زملاء سابقين في الدراسة حيث كانوا يتلقون تعليمهم في جامعة سان مارتين بوليتكنيكفي بمدينة روساريو، الأرجنتين، وقد كانوا يحتفلون بالذكرى السنوية الـ 30 لتخرجهم من الجامعة. أما العضو السادس فقد نجى من الحادث ليتم نقله على وجه السرعة لمستشفى نيويورك-بريسبيتيريان.
الضحية البلجيكية كانت شابة تبلغ من العمر 31 عاما، حيث يعود مسقط رأسها إلى مدينة ستادن، وقد كانت تقضي إجازتها في مدينة نيويورك. كما تم نقل بلجيكيين اثنين آخرين للمستشفى وهم في حالة حرجة.

## المشتبه به
المشتبه به هو شاب يبلغ من العمر 29 عاما ويدعى سيف الله حبيب اللايفيتش، ولد في طشقند، أوزبكستان، والتي كانت أحد جمهوريات الاتحاد السوفيتي، وأمضى معظم فترات حياته قضاها في مناطق بيلتيبا (بالإنجليزية: Beltepa)‏ أوشيبتا (بالإنجليزية: Uchtepa)‏.
عائلة سيف الله لها متجر صغير لبيع الملابس في مسقط رأسهم، وقد كان سيف الأكبر من بين أربعة أطفال وهو الذكر الوحيد. دخل الولايات المتحدة في إطار تأشيرة هجرة التنوع في عام 2010، وقد حصل على الإقامة الدائمة بعدما وفرت له الحكومة الأمريكية «البطاقة الخضراء». ليقيم بعد ذلك في ستو، أوهايو، قبل أن ينتقل إلى تامبا، بفلوريدا، ثم باترسون، نيو جيرسي. كان يعمل كسائق في شركة أوبر لمدة ستة أشهر، لديه رخصة قيادة شاحنات تجارية، وسبق أن تم إعطاءه إنذارات مرورية في ولاية ماريلاند في عام 2011، ثم في ولاية بنسلفانيا في عام 2012 و 2015 ثم في ميزوري في عام 2016، أثناء قيادته لشاحنات. في عام 2015، استجوب عملاء فيدراليون سيف الله للتحري عن اتصالاته مع اثنين من الإرهابيين المشتبه بهم آنذاك ولكن لم يفتح ضده أي قضية.
وصف الأشخص الذين يعرفون سيف الله شخصيا بأنه «عدواني بعض الشيء» وغير متدين نوعا ما، كما وصفه المشائخ في أحد المساجد التي كان يزورها سيف في مدينة تامبا، وقال أنه كان يواظب على ممارسة الشعائر الظاهرية للإسلام بالرغم من معرفته البدائية والبسيطة بنصوص القرآن. أشار الشيخ أيضا إلى أن سيف كان ينتقد بشدة السياسات الأمريكية تجاه إسرائيل. المشتبه به متزوج من شابة تنتمي للعرق الأوزبكي هي الأخرى، ولديه منها ثلاثة أطفال.
في الأول من نوفمبر، قامت الحكومة الفدرالية بتوجيه تهم الإرهاب ضد سيف الله حبيب اللايفيتش.

### تأثير داعش
أشارت مجموعة من التقارير في وقت مبكر إلى أن المشتبه به كان «متطرف ذاتي» (أي أنه اعتنق أفكاره من دون التواصل المباشر مع جماعة معينة في بداية الأمر). وقد قال جون ميلر نائب المفوض من إدارة شرطة نيويورك أن سيف الله كان يردد اسم داعش كما كان يراقب الجامعات الجهادية المتشددة التي تقاتل في الحروب الأهلية في كل من العراق وسورية، ويبدو أنه أخد المشورة مع هذه الجماعات من خلال وسائل التواصل الاجتماعي وذلك بخصوص كيفية وطريقة تنفيذ عمليات الدهس. قالت السكرتيرة الصحفية في البيت الأبيض سارة هاكابي ساندرز أن إدارة ترامب تعتبر سيف الله كـ «مقاتل عدو».
أثناء الاحتجاز، تنازل سيف الله عن حقوق ميراندا الخاصة به في الصمت وتحدث للشرطة، وقالت الشرطة أنه اختار عمدا عيد هالووين من أجل ارتكاب الهجوم وقد كان يخطط لهذا مسبقا وذلك ما استنتجته بعد أن كان قد استئجار الشاحنة بتاريخ 22 أكتوبر لهذا الغرض. ووفقا لما صرح به أثناء الاستجواب، فقد كان يعتقد أنه سيكون هناك المزيد من المدنيين في الشارع. ثم صرح: «كانت لي دوافع خاصة، لا سيما بعد مشاهدتي لفيديو أبو بكر البغدادي عند استجوابه للمسلم الأمريكي ردا على قتل المسلمين في العراق.» كما وجد المحققون صور ومقاطع فيديو أخرى لداعش على أجهزته الإلكترونية. وقد طلب عرض علم داعش في غرفة المستشفى، ثم ذكر انه لديه شعور إيجابي حول ما قام به وعدم شعوره بالندم.

## ردود أفعال

### الداخلية
مُنع الطلاب في ثلاثة مدارس تقع في مناطق مجاورة من منطقة وقوع الحادث من الخروج لمدة ثلاثة ساعات فور ورود أنباء عن وجود هجوم إرهابي في المنطقة. وأدى إغلاق عدة شوارع محيطة بمنطقة الهجوم أمام العامة لإجراء تحقيقات إلى زحام مروري كثيف في منطقة وسط مانهاتن. عادت حركة المرور والمشاة إلى طبيعتها في المنطقة بعد قطر الشاحنة المستخدمة في الهجوم في اليوم التالي للهجوم.
قام الرئيس الأمريكي دونالد ترامب بنشر تغريدة له في صفحته على موقع تويتر، كان ذلك بعد ساعة من الحادث. وفي التغريدة الثانية له في نفس اليوم ربط هذا الهجوم الإرهابي بتنظيم الدولة وطالب بتطبيق عقوبة الإعدام على المنفذ. كما أعادت الحادثة الجدل الأمريكي حول تأشيرة هجرة التنوع التي تصدرها الولايات المتحدة منذ 1990، حيث يعتبر هذا الهجوم ثاني هجوم إرهابي تتعرض له الولايات المتحدة من حامل لهذ التأشيرة بعد حادثة إطلاق النار بمطار لوس أنجلوس الدولي 2002 التي قام بها المصري هشام محمد. وتحدث الرئيس الأمريكي أيضاً عن أنه سيطلب من الكونغرس الأمريكي أن يصوت على منع تأشيرة القرعة واستبدالها بنظام يعتمد على كفاءة الشخص المهنية والأخلاقية. كما أصدر تعليماته لوزارة الأمن الداخلي بتشديد إجراءاتها أكثر تجاه عملية اختيار الفائزين بالتأشيرة.
تحدثت بعد الحادث عدة وسائل إعلام حول سهولة دخول السيارات إما عن طريق الخطأ أو الترصد على مسار المشاة والدراجات الهوائية الذي وقع به الهجوم. وكانت منظمة «المواصلات البديلة» غير الهادفة للربح قد طلبت سابقاً من البلدية تحسين إجراءات سلامة المشاة في المنطقة منذ وقوع حادثين كبيرين في المنطقة في 2006 وانتقدت عدم الاستجابة الحكومية التي قامت بتوضيح الخطوط الإرشادية على مسار المشاة كرد على طلب المنظمة. وبعد وقوع الهجوم، أوضحت بلدية نيويورك أن المدينة قد بدأت بالفعل في اتخاذ إجراءات لحماية المشاة في المنطقة من الهجمات الإرهابية والحوادث المرورية، وقامت بتركيب حواجز اسمنتيه بجانب ممر المشاة.

### الدولية
- تنظيم الدولة الإسلامية: أصدر التنظيم بعد مرور 3 أيام على الهجوم، بياناً في مجلة النبأ التابعة له يدعي أن منفذ الهجوم هو أحد «جنود الخلافة» وتبنى المسؤولية عن الهجوم.[59][60][61][62][63]

- أوزبكستان: فتحت وزارة الخارجية الأوزبكستانية تحقيقاً حول الحادث لتحري صحة الأنباء عن تورط أحد مواطنيها في تنفيذ الهجوم.[14]
- إسبانيا: نشر رئيس الحكومة الإسبانية ماريانو راخوي تغريدة له في حسابه عبر تويتر «في هذه الفترة الصعبة التي تمر بها مانهاتن، نقدم دعمنا الكامل للشعب الأمريكي وتعازينا لهم إزاء هذا الحادث[64]»
- فرنسا: نشر رئيس الجمهورية الفرنسية إيمانويل ماكرون تغريدة له عبر تويتر يقول فيها «أعبر عن كل تعازينا الحارة من فرنسا إلى نيويورك في الولايات المتحدة، صراعنا من أجل الحرية لن يتوقف أبدا[65]»
- إيران: ندد المتحدث باسم وزارة الخارجية الايرانية بهرام قاسمي بالحادث الإرهابي معربا عن أسفه لوقوع الحادث ومواساته لذوي الضحايا وقال: نعتقد بأن جذور ظاهرة الإرهاب هو التوجه والسياسة التي اتخذتها الحكومة الأمريكية والمتحالفين معها في منطقة الشرق الأوسط في بعض الأحيان لتأسيس ونمو ودعم هذه الجماعات الإرهابية وإن السبيل الوحيد لاجتِثاتها هو مواجهته الجادة من قبل جميع الدول بصدق وشفافية.[66]
- الكويت: أصدرت وزارة الخارجية الكويتية بياناً تدين في الحادث وقدمت تعازيها وتأييدها الكامل للولايات المتحدة في مساعيها للحفاظ على أمنها واستقرارها.[67]
- مصر: أدانت جمهورية مصر العربية وقوع الحادث وأعلنت عن استمرار عمل مصر مع المجتمع الدولي لحل ما وصفته بظاهرة الإرهاب والقضاء عليها بكل أشكالها. كما قدمت تعازيها للحكومة والشعب الأمريكي.[68]